# Boroughbridge
Boroughbridge è un paese di 3 405 abitanti della contea del North Yorkshire, in Inghilterra.